# Tarek Chahed
Tarek Chahed (* 23. Juni 1996 in Berlin) ist ein deutscher Fußballspieler. Er steht beim 1. FC Magdeburg unter Vertrag.

## Familie
Chahed ist der Cousin des ehemaligen Fußballspielers Sofian Chahed, der unter anderem für Hertha BSC und Hannover 96 spielte, und der Cousin von Sarah Chahed und Nadia Chahed.

## Karriere
Chahed wechselte 2013 aus der Jugend des Berliner SC zum 1. FC Magdeburg. Bis 2015 spielte Chahed in der U-19-Mannschaft des Vereins. Am 21. November 2014 nahm Chahed das erste Mal auf der Ersatzbank der 1. Mannschaft Platz, wurde beim 2:1-Sieg über die zweite Mannschaft von Hertha BSC aber nicht eingewechselt. Am 3. Mai 2015 kam Chahed zu seinem Debüt für den FCM, als er beim 4:0-Sieg gegen den FC Carl Zeiss Jena eingewechselt wurde. Chahed absolvierte während der Regionalliga-Spielzeit 2014/15 noch drei weitere Partien für die Magdeburger und feierte mit ihr die Meisterschaft der Fußball-Regionalliga Nordost. In Aufstiegsspielen zur 3. Liga, in denen Chahed zum Einsatz kam, setzte man sich gegen die Kickers Offenbach durch.
Zum 1. Juli 2015 wurde Chahed dauerhaft in die 1. Mannschaft übernommen und erhielt einen Vertrag bis zum 30. Juni 2017. Sein Drittliga-Debüt absolvierte Chahed am 24. Juli 2015 (1. Spieltag) der Saison 2015/16 beim 2:1-Auftakterfolg über den FC Rot-Weiß Erfurt. In seiner ersten Saison erkämpfte er sich gleich einen Stammplatz und kam auf 32 Spiele. In der Saison 2016/17 konnte Chahed seinen Stammplatz verteidigen und wurde in 34 Punktspielen eingesetzt. Aufgrund einer Verletzung wurde er allerdings in der Folgesaison nur 7 mal eingesetzt, konnte aber mit dem Aufstieg in die 2. Bundesliga seinen bis dahin größten sportlichen Erfolg feiern.
Nachdem er nach Auslaufen seines Vertrages im Sommer 2020 eineinhalb Jahre vereinslos war, schloss er sich Anfang Februar 2022 dem Berliner AK 07 in der Regionalliga Nordost an.
Im Sommer 2023 wechselte er zurück zum 1. FC Magdeburg.

## Erfolge
- Deutscher Drittligameister und Aufstieg in die 2. Bundesliga: 2018 (1. FC Magdeburg)
- Aufstieg in die 3. Liga: 2015 (1. FC Magdeburg)
- Meister der Regionalliga Nordost: 2015 (1. FC Magdeburg)
- Sachsen-Anhalt-Pokalsieger (2): 2017, 2018 (beide 1. FC Magdeburg)